# Piotr Chafirov
Le baron Piotr Pavlovitch Chafirov (en russe : Пётр Павлович Шафиров), né en 1670, décédé en 1739, est un diplomate et homme politique russe, ministre des Affaires étrangères de 1706 à 1708, vice-chancelier de l'Empire russe de 1709 à 1723, président du Collège du Commerce (1726).

## Biographie
Issu d'une famille juive d'origine polonaise, le grand-père de Piotr Pavlovitch Chafirov reçut le sacrement du baptême en 1645 et prit le nom de Philippe Chafirov. Le petit-fils de ce dernier fut interprète auprès des ambassadeurs prikaze (dans l'ancienne Russie, administrateur de département ministériel, mais également du palais, civil, militaire ou de l'église).

### Début de carrière
D'après une légende, Piotr Pavlovitch Chafirov commença sa carrière comme vendeur dans un magasin moscovite. Piotr Pavlovitch Chafirov possédait une extraordinaire connaissance des langues étrangères. Rapide d'esprit, débrouillard, il possédait toutes les qualités requises pour l'activité diplomatique et fut traducteur en chef des Affaires étrangères pendant de longues années. Il accompagna Pierre le Grand dans ses nombreux voyages.

### Carrière diplomatique
Chafirov fut un remarquable diplomate : il participa à des négociations avec les représentants des puissances étrangères. On lui doit d’avoir préparé de grands traités, comme le traité de Nystad signé en 1721 qui mit un terme au long conflit qui opposa la Russie à la Suède (Guerre du Nord (1700-1721).

### Vice-chancelier
Au cours des festivités données à l’occasion de la victoire remportée à la bataille de Poltava (28 juin 1709), Chafirov fut nommé vice-chancelier et baron.
Chafirov fut aussi décoré de la plus haute récompense russe de cette époque, l’Ordre de Saint-André créé par Pierre le Grand en 1699. 
L'armée impériale de Russie connut également des défaites, notamment en 1711 lors de la campagne du Prout (1710-1711) où Pierre Ier fut défait par l'armée ottomane. Cependant contre toute attente, le vice-chancelier Chafirov parvint à conclure le traité du Prout (21 juillet 1711). Ces négociations avec le vizir turc permirent à l'armée impériale de Russie de se retirer avec ses bannières et ses armes. En contrepartie, le baron resta comme otage des Turcs. Il fut emprisonné, à la rupture du traité de paix, dans les Sept Tours, dont il demeura le captif pendant trois années, jusqu'au versement d’une rançon.
En 1713, avec l'aide des Anglais et des Hollandais, Chafirov parvint à vaincre la diplomatie de Charles XII de Suède et celle de ses agents. Il confirma les excellentes relations turco-russes grâce au traité d'Andrinople signé en juin 1713.
Après la création des collèges ou services de l’État en 1718, Chafirov fut nommé vice-président des Affaires étrangères et sénateur. Il échoua à rapprocher la Russie de la France pour faire jouer le rôle d’alliée privilégiée à la première, rôle que tenait la Suède auprès de la seconde (traité d’Amsterdam, 1717).

### Le déclin
Le baron Chafirov fut arrêté en 1723 et ses biens furent confisqués à cause d’un long conflit avec prince Menchikov. Il fut accusé de détournement des biens de l’Empire et de conduite désordonnée. Pierre Ier, cautionnant cette accusation, le fit condamner à mort. Le condamné fut mené sur l'échafaud où le bourreau chargé de le décapiter heurta le billot de sa hache ; après avoir entendu la lecture du décret de Pierre le Grand commuant sa peine de mort à un exil d'une durée de trois ans, l’ordre de le reléguer en Sibérie fut commué en exil à Novgorod.
Lorsque l’empereur mourut le (28 janvier 1725), il fut commandé à Chafirov la rédaction d’une biographie du défunt tsar qu’il n’acheva pas.

### Retour à la Cour impériale
L’impératrice Catherine rappela Chafirov à Saint-Pétersbourg en 1725. Ses titres et une partie de ses biens lui furent rendus. Le Collège du Commerce lui fut confié par deux fois (1725 et 1734), il chercha à reprendre sa fonction de vice-chancelier de l’Empire, mais sa rivalité avec le comte Osterman l’empêcha de briguer une plus haute fonction au sein de l’Empire.
Chafirov fut l’un des meilleurs diplomates russes de son temps.

## Décès
Piotr Pavlovitch Chafirov décéda en 1739. La première lignée des barons de l’histoire de la Russie impériale s’éteignit avec ses petits-fils, faute d’héritiers mâles.

## Descendants
Parmi ses nombreux descendants se trouvent le comte Mikhaïl Iouriévitch Wielhorski, grand-maître de la Grande loge provinciale russe sous Alexandre Ier, Piotr Viazemski, Sergueï Witte, le prince Félix Youssoupoff, les frères jumeaux princes Dolgoroukov, fondateurs du parti K.-D., etc.